# Chi Dương
Chi Dương (danh pháp khoa học: Populus) là một chi chứa các loài cây thân gỗ với tên gọi chung là dương.
Các loài dương là những cây lá sớm rụng và lá của chúng chuyển thành màu vàng tươi trước khi rụng vào mùa thu. Lá của nhiều loài dương, bao gồm các nhánh Populus và Aegiros (nhưng không bao gồm nhánh Tacamahara), có cuống lá dẹt ở phần bên, vì thế các cơn gió nhẹ dễ dàng làm cho lá lung lay, tạo ra cảm giác toàn cây "rung rinh" trong gió.
Giống như các loài liễu, nhiều loài dương có hệ thống rễ rất khỏe và lan rộng, vì thế chúng không nên trồng quá gần nhà hay các ống nước do chúng làm nứt nẻ các bờ tường và các ống dẫn để tìm kiếm hơi ẩm.
Các loài dương trong nhánh Aegiros thông thường là các loại cây của vùng đất ẩm hay ven sông. Các loài dương trong nhánh Populus là các loại cây lá rộng nằm trong số quan trọng nhất của hệ sinh thái ven Bắc cực.
Các loài dương là nguồn cung cấp thức ăn quan trọng cho ấu trùng của một lượng lớn các loài côn trùng trong bộ Cánh vẩy (Lepidoptera) - xem Danh sách côn trùng cánh vẩy phá hại dương.

## Phân loại

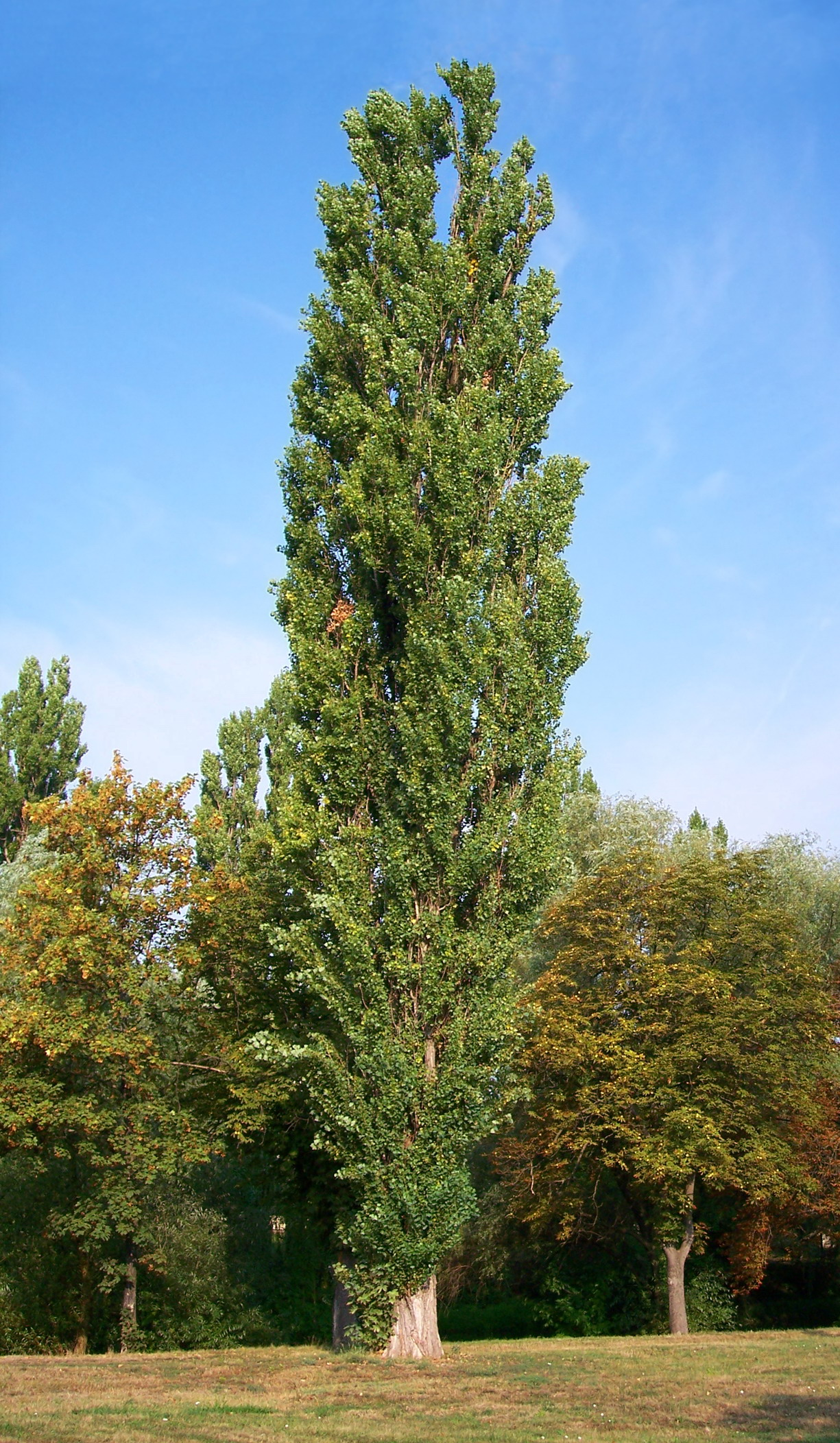
Một giống dương đen thon đầu (Populus nigra) trong nhóm Plantierensis, tại Hungary.

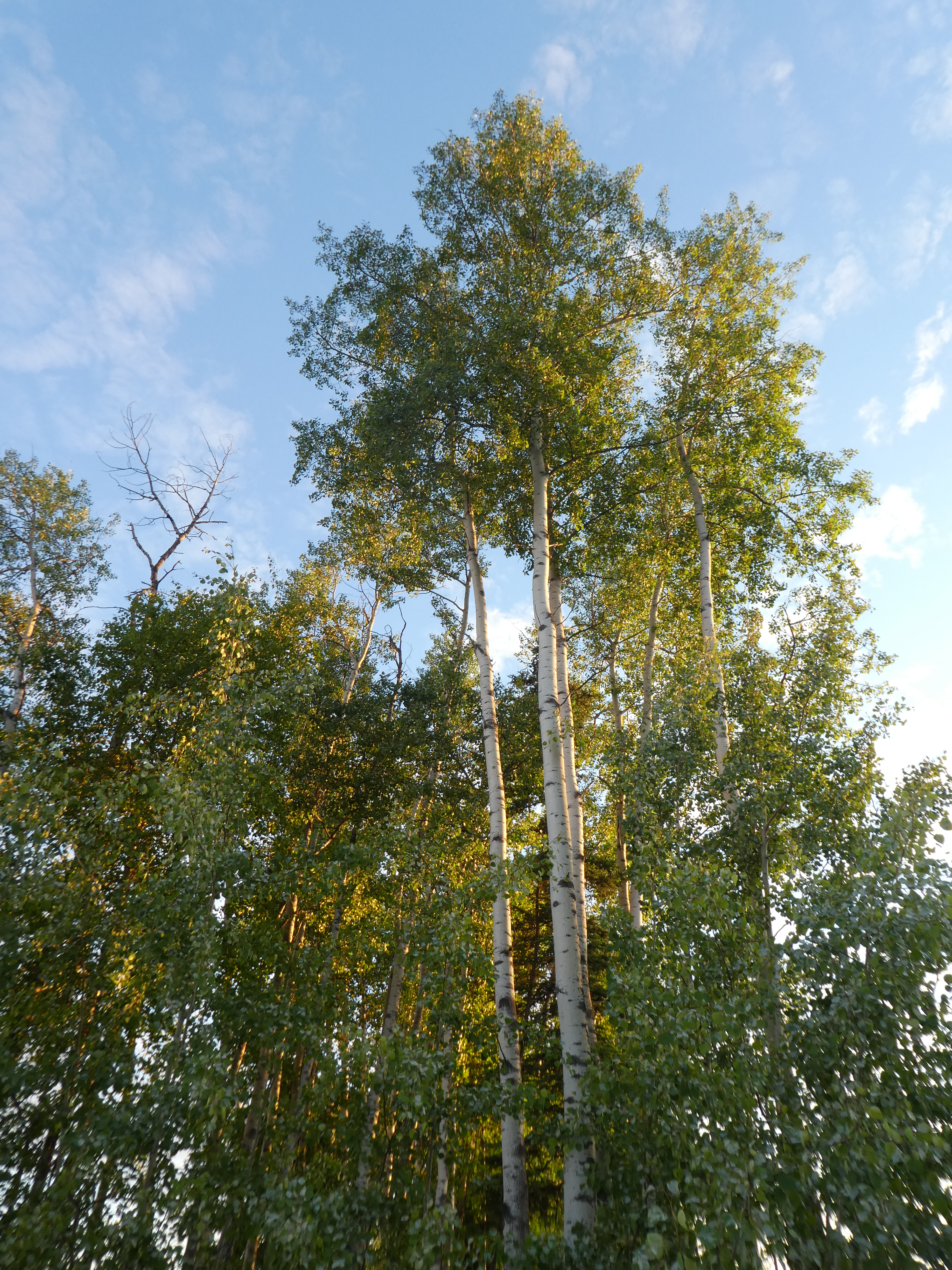
Populus tremuloides

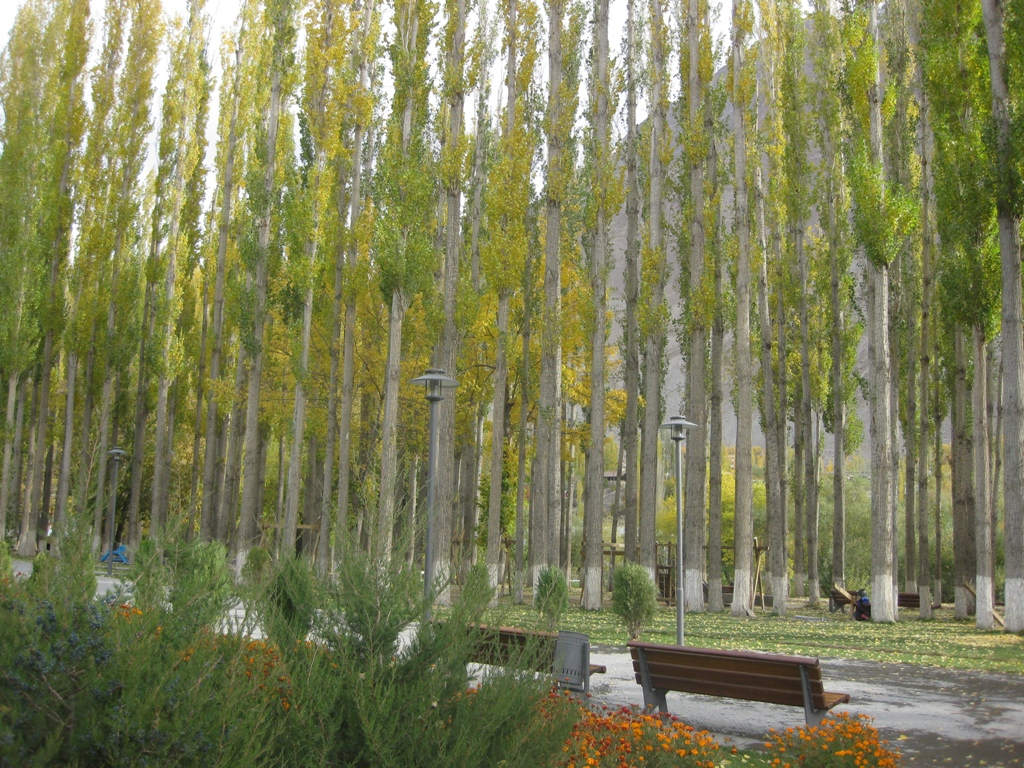
Hàng cây dương tại Gorno-Badakhshan.

- Nhánh Populus – Các loài dương và dương trắng (bạch dương)[1]. Phân bố chủ yếu trong khu vực ôn đới lạnh và trong vòng cực cận Bắc cực, cũng như các núi cao xa hơn về phía nam (với dương trắng thuộc ôn đới ấm)
  - Populus tremula – Dương núi châu Âu: châu Âu, Bắc Á.
  - Populus tremuloides – Dương run, dương rung: Bắc Mỹ.
  - Populus grandidentata – Dương răng lớn: Miền đông Bắc Mỹ.
  - Populus adenopoda – Dương Trung Hoa: Đông Á.
  - Populus sieboldii – Dương Nhật Bản: Đông Á.
  - Populus alba - Dương trắng: Nam Âu tới Trung Á.
    - Populus × canescens (P. alba × P. tremula) – Dương xám
- Nhánh Aegiros – Dương đen. Phân bố Bắc Mỹ, châu Âu, Tây Á; vùng ôn đới
  - Populus nigra - Dương đen châu Âu: châu Âu.
    - Populus × canadensis (P. nigra × P. deltoides) – Dương đen lai, bạch dương Canada, bạch dương rạch.

  - Populus deltoides - Dương đen Bắc Mỹ: Miền đông Bắc Mỹ.
  - Populus fremontii – Dương Fremont: Miền tây Bắc Mỹ.
  - Populus petrowskyana – Dương Petrov: châu Âu/châu Á.
- Nhánh Tacamahaca - Dương thơm. Phân bố Bắc Mỹ, châu Á; ôn đới lạnh
  - Populus angustifolia – Dương lá liễu hay dương lá hẹp: Miền trung Bắc Mỹ.
  - Populus balsamifera – Dương thơm Ontario: Miền bắc Bắc Mỹ.
  - Populus trichocarpa – Dương thơm miền tây hay dương đen. Miền tây Bắc Mỹ.
  - Populus laurifolia – Dương lá nguyệt quế. Trung Á.
  - Populus simonii – Dương Simon. Đông Bắc Á.
  - Populus maximowiczii – Dương Maximowicz. Miền đông Bắc Á.
- Nhánh Leucoides – Dương lá to. Miền đông Bắc Mỹ, miền đông châu Á; ôn đới ấm
  - Populus heterophylla – dương đầm lầy. Đông nam Bắc Mỹ.
  - Populus lasiocarpa – Dương Trung Hoa. Đông Á.
  - Populus wilsonii – Dương Wilson. Đông Á.
- Nhánh Turanga – Dương cận nhiệt đới. Tây nam châu Á, Đông Phi; cận nhiệt đới tới nhiệt đới
  - Populus euphratica – Dương Euphrates. Tây Nam Á.
  - Populus ilicifolia – Dương sông Tana. Đông Phi.
- Populus nhánh Abaso – Dương Mexico. Mexico; cận nhiệt đới tới nhiệt đới
  - Populus mexicana – Dương Mexico. Mexico.

## Hoa

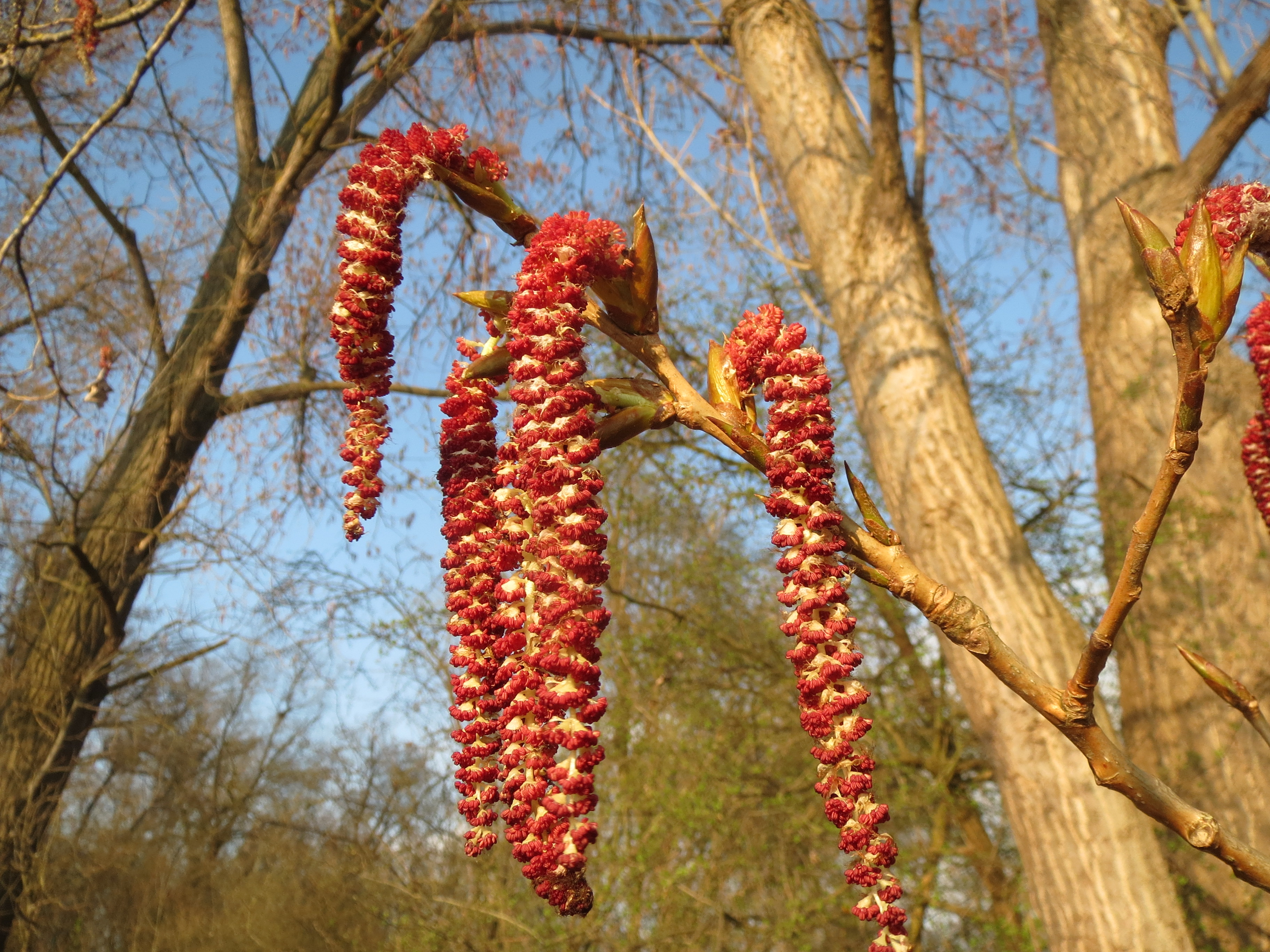
Hoa đực của Populus x canadensis

Hoa của các loài dương là đơn tính khác gốc và xuất hiện vào đầu mùa xuân trước khi ra lá. Chúng mọc thành cụm hoa đuôi sóc dài, rủ xuống, không cuống hay có cuống, được sinh ra từ các chồi tạo thành trong các nách lá năm trước. Các cụm hoa đuôi sóc cái kéo dài đáng kể trước khi thuần thục. Các hoa đơn độc, mỗi hoa nằm trên một đĩa hình chén sinh ra ở đáy của vảy bắc mà tự nó gắn với trục của cụm hoa đuôi sóc. Các vảy bắc dạng trứng ngược, có thùy và đính tua, dạng màng, có lông hoặc trơn, thông thường sớm rụng. Các hoa đực không có đài hay tràng hoa và chỉ bao gồm một nhóm các nhị (4-12 hay 12-60), nằm trên một đĩa; các chỉ nhị ngắn màu vàng nhạt; bao phấn thuôn dài, màu tía hay đỏ, hướng nội, 2 ngăn; các ngăn mở theo chiều dọc.
Các hoa cái cũng không có đài hay tràng hoa và bao gồm bầu nhụy một ngăn nằm trên một đĩa hình chén. Vòi nhụy ngắn, núm nhụy 2-4, có thùy riêng biệt; noãn nhiều. Quả là dạng quả nang với 2-4 mảnh vỏ, chín trước khi có sự phát triển đầy đủ của lá; màu ánh lục hoặc nâu ánh đỏ. Hạt màu nâu nhạt và được bao quanh bằng một chùm lông tơ dài, mềm, màu trắng.

## Trồng và sử dụng

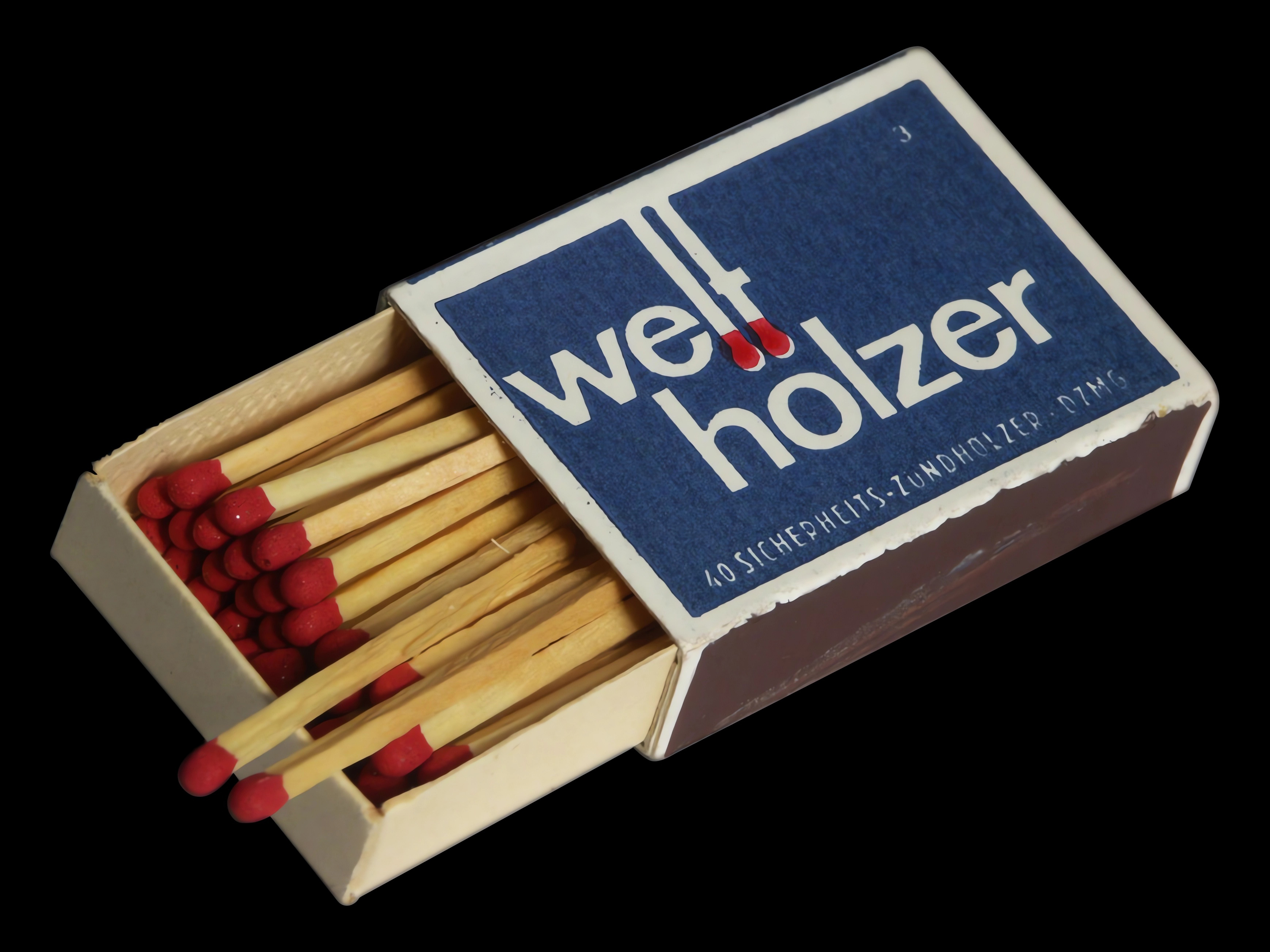
Hộp quẹt

Các giống dương lai ghép phát triển nhanh được trồng trong các đồn điền tại nhiều khu vực để lấy gỗ làm bột giấy trong sản xuất giấy. Gỗ nói chung có màu trắng, thông thường với màu hơi vàng. Nó cũng được mua bán như là một loại gỗ cứng không đắt tiền, sử dụng để làm các giá đỡ hàng hóa và gỗ dán rẻ tiền; cụ thể được dùng nhiều để làm que diêm và các hộp đựng phó mát Camembert. Gỗ dương cũng được dùng rộng rãi để làm phần lõi các ván trượt tuyết do nó có độ dẻo cao.
Dương là loại gỗ phổ biến được dùng tại Italia để làm các tấm ván để vẽ trong hội họa; bức tranh Mona Lisa và phần lớn các bức tranh nổi tiếng thời kỳ đầu của phong trào Phục Hưng trong hội họa Italia được vẽ trên gỗ dương.
Do có chứa axít tannic nên vỏ cây dương đã từng được sử dụng ở châu Âu để thuộc da.
Có một số quan tâm trong việc sử dụng dương như là cây trồng cung cấp năng lượng dưới dạng nhiên liệu sinh học, cụ thể là do tỷ lệ năng lượng đầu ra/năng lượng đầu vào cao của nó, tiền năng tiêu hao cacbon ít của nó cũng như tốc độ lớn nhanh.
Tháng 9 năm 2006, trong một bài viết trên tạp chí Science, người ta đã thông báo rằng một loài dương (Populus trichocarpa), là cây thân gỗ đầu tiên đã được giải mã toàn bộ chuỗi DNA (toàn văn công bố có tại đây).
Các loài dương thuộc về nhóm thực vật hai lá mầm cổ nhất. Khi cù tùng (Sequoia sempervirens), thông (Pinus spp.) và tuế (Cycadophyta) chiếm phần lớn diện tích rừng trong kỷ Phấn Trắng ở Greenland, thì dương là những cây thân gỗ lá sớm rụng duy nhất có mặt.